# Axtell (Utah)
Axtell è una comunità non incorporata nella Sevier Valley, sul confine sud-occidentale della contea di Sanpete, Utah, Stati Uniti.
La comunità si trova sulla U.S. Route 89 tra le città di Centerfield e Salina. La città fu fondata nel 1870 sotto il nome di Willowcreek (dal fatto che si trova lungo il Willow Creek). Venne intitolata all'ex governatore territoriale dello Utah Samuel Beach Axtell nel 1891.